# 潮風のメロディー
「潮風のメロディー」（しおかぜのメロディー）は、板東道生の通算3枚目のシングル。2009年4月28日にインディペンデントレーベルよりリリース。

## 解説
前作「私の運命/ふたり」より約2年ぶりのリリース。「自分と音楽をゼロから見つめ直そう」と活動拠点を地元・徳島県鳴門市に移す。「忘れかけても 忘れないでいて いつまでもこの街のメロディー」と歌い上げる。また同曲のプロモーションビデオを監督・撮影したのが、鳴門市の情報雑誌記者・カメラマン西山博文。

## 収録曲
- 各楽曲とも、作詞・作曲・編曲：板東道生

1. 潮風のメロディー
2. なぐさめブルージー
3. まわるワルツ
4. 潮風のメロディー(karaoke)